# Mowses

s
Mowses – wieś w Armenii, w prowincji Tawusz. W 2011 roku liczyła 1748 mieszkańców.